# Fragneto Monforte
Fragneto Monforte község (comune) Olaszország Campania régiójában, Benevento megyében.

## Fekvése
A megye központi részén fekszik, 60 km-re északkeletre Nápolytól, 13 km-re északra a megyeszékhelytől. Határai: Benevento, Campolattaro, Casalduni, Fragneto l’Abate, Pesco Sannita, Ponte, Pontelandolfo és Torrecuso.

## Története
A hagyományok szerint a települést beneventói lakosok alapították, miután városukat 545-ben Totila hadai elpusztították. A következő századokban nemesi birtok volt. A 19. században nyerte el önállóságát, amikor a Nápolyi Királyságban felszámolták a feudalizmust.

## Népessége
A népesség számának alakulása:

## Főbb látnivalói
- Palazzo dei Duchi Montalto di Fragneto